# Túnel el Zoquital
El Túnel Zoquital es el más largo de los 6 pares de túneles gemelos construidos en la parte del nuevo trazo de la autopista 32D México-Tuxpan que cuenta con dos cuerpos, uno de 1,370 m. y otro de 1,380 m.

## Obra
El proyecto estuvo a cargo de Connet consorcio integrado por ICA y FCC Construcción. Para su construcción se emplearon sistemas innovadores durante la construcción de túneles, tales como los enfilajes, es decir, sistemas de soporte previo a la excavación muy efectivos para estabilizar el terreno a excavar, reduciendo las deformaciones del macizo, mejorando el ciclo de excavación e incrementando la seguridad. Adicionalmente, se innovó en el empleo de anclas expansivas en túneles, lo que resulta muy efectivo para reducir las deformaciones del macizo y optimizar los tiempos en el ciclo de excavación.
Se utilizaron equipos de alta tecnología desde la etapa del Diseño del Proyecto Ejecutivo, en la elaboración de los estudios preliminares, en el equipo topográfico, la maquinaria empleada para la construcción de terracerías, así como los equipos de barrenación empleados.

M.
M.
Entre la tecnología con que cuenta está:
- Sistema de cobro con tarjeta electrónica de lectura óptica.
- Sensores metálicos para el control de peajes en casetas.
- Circuito cerrado de televisión para el monitoreo del usuario desde su entrada hasta su salida.
- Control de ventilación.
- Control de iluminación.
- Equipo de emergencias.
- Teléfonos.
- Herramientas contra incendios.
- Equipo de rescate.
- Señalamiento dinámico.